# كيم جونغ-سونغ
كيم جونغ-سونغ (الكورية: 김종성) هو لاعب كرة قدم كوري شمالي في مركز الهجوم، ولد في 23 أبريل 1964 في طوكيو في اليابان. شارك مع منتخب كوريا الشمالية لكرة القدم. أما مع النوادي، فقد لعب مع جوبيلو إيواتا وفريق كوريو اليابان المتحدين وهوكايدو كونسادول سابورو.

## وصلات خارجية
- كيم جونغ-سونغ على موقع رابطة كرة القدم اليابانية للمحترفين (اليابانية)
- كيم جونغ-سونغ على موقع قاعدة بيانات كرة القدم.إي يو (الإنجليزية)
- كيم جونغ-سونغ على موقع ناشيونال فوتبول تيمز (الإنجليزية)
- كيم جونغ-سونغ على موقع Soccerway.com (الإنجليزية)
- كيم جونغ-سونغ على موقع عالم كرة القدم.نت (الإنجليزية)